# سالي لارسن
سالي لارسن (بالإنجليزية: Sally Larsen)‏ هي مصورة أمريكية، ولدت في 1954.